# Нома (Флорида)
Нома (енгл. Noma) град је у америчкој савезној држави Флорида. По попису становништва из 2010. у њему је живело 211 становника.

## Демографија
Према попису становништва из 2010. у граду је живело 211 становника, што је 2 (0,9%) становника мање него 2000. године.
| Група             | 2000.       | 2010.       |
| Белци             | 166 (77,9%) | 164 (77,7%) |
| Афроамериканци    | 41 (19,2%)  | 45 (21,3%)  |
| Азијати           | 0 (0,0%)    | 0 (0,0%)    |
| Хиспаноамериканци | 3 (1,4%)    | 0 (0,0%)    |
| Укупно            | 213         | 211         |